# Triptih Agate Schwarzkobler
Triptih Agate Schwarzkobler je kratki roman avtorja Rudija Šelige. Delo je izšlo leta 1968 v zbirki Znamenja in kot sodobni slovenski roman spada v obdobje modernizma. Leta 1997 je po knjižni predlogi nastal istoimenski film režiserja Matjaža Klopčiča z Natašo Barbaro Gračner v glavni vlogi. K pisanju scenarija je bil vključen tudi avtor sam.
Pisatelj, dramatik, esejist in politik Rudi Šeligo rojen 1935 je umrl leta 2004.

## Vplivi
Na avtorja je pri pisanju močno vplival razvoj francoskega »novega romana«, za katerega sta
značilna predvsem antipsihologizem in fenomenološki deskriptivizem. Antipsihologizem pomeni, da v središču ni več človekova duševnost, torej izhodišče romana ni več človek kot subjekt. Vplivi fenomenološkega deskriptivizma pa se kažejo v tem, da je celoten roman napisan kot nekakšno poročilo. Dogodkov ne osmišlja, ampak jih samo vizualno opisuje brez raznih duhovnih in psiholoških razlag.
Avtor navdih črpa pri francoskem pisatelju Alainu Robbe-Grilletu. Ne le to, ampak celo v drugem delu Agata in Jurij v kinu gledata Resnaisov film z naslovom Lani v Marienbadu, katerega scenarij je napisal Alain Robbe-Grillet. 
V neki meri pa nanj vpliva tudi modernizem Williama Faulknerja, predvsem kot ga poznamo iz romana Krik in bes.

## Naslov
Beseda triptih predstavlja snovno, vsebinsko povezano skupino treh umetniških, zlasti literarnih del; trilogija. To se kaže predvsem v tem, da je besedilo sestavljeno iz treh delov. Prvi del opisuje dopoldne, drugi popoldne in tretji noč. 
Ime junakinje si je pisatelj izposodil v delu Visoška kronika Ivana Tavčarja.

## Povzetek vsebine

### Prvi del (dopoldne - svet dela)
Glavna junakinja je Agata, ki je tajnica v uradu. Spoznamo njene sodelavke (ki so tako kot ona vse urejene in dišeče) in njenega nadrejenega, ki se predaja čutnosti. Natančno je opisana njena pisarna in njen delovni dan, vključno z malico. Bralec dobi občutek, da je to delo ne veseli, saj raje gleda skozi okno, odganja muho in lovi zajčke po steni, njene sodelavke pa se podijo za rdečim balonom, ki zaide v pisarne. Ko balon poči, gredo vse spet nazaj na delo. Po koncu službe gre kupit
telečje zrezke.

### Drugi del (popoldne - svet spolnosti)
Spoznamo Jurija, s katerim gre Agata v kino. Med gledanjem filma se Jurij razgreje in jo začne otipavati. Postaja vedno bolj nasilen, zato ona pobegne iz kina. Skrije se v samopostrežni restavraciji in ko se prepriča, da ji ne sledi več, steče naprej. Ustavi ji neznanec, nekdo, »ki ni Jurij«, ta je prepričan, da je prostitutka. Prisede v avto in peljeta se izven mesta po gozdni poti, na koncu parkira in gresta naprej peš do brega Save. Ko sta dovolj daleč pri reki, jo moški ustrahuje in oklofuta. Potem ji da čas za razmislek, po katerem se ona vda v položaj.  V spolnem aktu, ki sledi, Agate ne sodeluje, postane popolnoma otrpla, hladna, zre daleč proč in opazuje dišečo sehlico. Na koncu ji moški da zlato zapestnico z obeskom v obliki srca, ki naj bi bila last njegove mame.

### Tretji del (noč - svet trpljenja in samoobvladanja)
V tretjem delu se glavna junakinja ponoči nahaja v nedograjeni stanovanjski stavbi blizu stolpa. Zaradi dveh tablet, ki jih poje, pade v nekakšen šok, blaznost, zato za nekaj časa izgubi kontrolo nad svojim telesom. Nekaj ur leži brez znakov življenja, nakar se zbudi, si zašije strgano muslinasto obleko in uredi pričesko. Jutro je in spet je urejena za nov dan.

## Osebe
Agata
Agatine zgodbe skoraj ni, (z izjemo tega, da je nekoč obiskala cerkev v Nemčiji), o njeni preteklosti ne vemo ničesar. Je urejena, elegantna ženska s črnimi lasmi spetimi v pričesko, ki je s pomočjo Elnett laka za lase zelo utrjena. Oblečena je v belo muslinasto obleko in nosi črne Diemme čevlje. Dela kot tajnica v uradu, dobiva se s fantom Jurijem. Morda pa je imela razmerje tudi s sodelavcem Kalanom. 
Jurij
Je verjetno Agatin fant, ki pa na zmenku v kinu izbere (spet) sedeže zadaj, kar pomeni, da ima neke načrte za katere ona ne ve.
Neznanec
Nelep moški z oficirsko držo v temno sivi obleki, ki »ni Jurij«. Na zapestju je imel zlato zapestnico z obeskom v obliki srca.

## Struktura in jezik
Pripovedna tehnika besedila je deskriptivizem. Pisatelj ne želi opisovati človeške notranjosti, ampak ga prikazuje kot telesnost, s katero se giblje v času in prostoru. Človek se izenači s predmeti v njegovi okolici in je s stališča pisatelja opisovan kot del in ne kot organska celota. To nam pove, da se hierarhija med odnosi človek – predmet poruši. 
»Ključek s površno vtisnjeno številko 28 se v ključavnici zatakne ali zaskoči tako kot skoraj vsako sleherno jutro. Brada zadane ob nekaj trdnega, neizglajenega, in to jo potem zgrabi, da ga je še nazaj zavrteti težko. Ključek je votel in površno ponikljan, na robovih držaja že prihaja na dan rumena barva kovine, ki je pod zelo tanko površino. Roka, ki seže v izdolbino pod predalo, poprime, prsti se v členkih upognejo in napnejo, potem popustijo, vrnejo se gor k desni roki in zdaj obe porineta ključek zelo globoko v ključavnico, ga notri najprej malo zrahljata, kot da iščeta brado za najbolj ugodno leg, potem pa odločno zasučeta v desno, in ključavnica odskoči.« (5)
Vsaj na videz v pripovedi človekove duševnosti sploh ni, a vendar ko se bralec poglobi lahko občuti Agatino upiranje polaščanju, notranji zlom in moč s katero se ponovno vrne v naslednji dan.
»Ogledalce nasloni na prizidek pod odprtino, ga na hitro naravna malo navzgor, se malo skloni in gre z gibčno roko in z glavnikom v lase, ki so skuštrani in celó pomečkani.« (80)
Premi in polpremi govor izgineta. V celotnem romanu ni direktnega pogovora, ampak samo absolutno posredovanje informacij. Tudi to poudarja predmetnost junakov.
»Reče o smetani. Da bi.« (19)
»Tiktakanja ure ni več, odšlo je v preteklost. Samo kos glasov iz ulice enakomerno brni. Reče o starosti on uri.
Reče o mehaniku. 
Reče o trapi in urarju.« (20)

## Interpretacije
Šeligo je v takratno slovensko literaturo uvedel novosti. In sicer na način, da je tisto, kar je prej v literaturi bilo, sedaj preprosto ni več: ni časa, ki bi se spreminjal, ni osebe, ki bi se razvijala, in ni običajnega dialoga. Zato je besedilo ob izidu dobilo veliko različnih interpretacij. 

### Tavčarjeva in Šeligova Agata

#### Razlike
Tavčarjeva Agata je marljiva in za delo rada zagrabi, medtem ko pri Šeligovi zaznamo, da veselja ne občuti in še posebej v delu ne najde smisla. 
Agati živita v različnih časovnih obdobjih. Tavčarjeva živi v patriarhalno-katoliškem 17. stoletju, ko so še potekali čarovniški procesi. Šeligova živi v sodobnem času, v sedanjosti, v času tehnologije in predmetnosti, ko človek nima privilegiranega mesta nad predmeti.
Agata v Triptihu ni niti enkrat omenjena s svojim imenom. Omenjena je ali s samostalnikom ženska ali pa se pojavi v obliki pridevnika v zvezi »agatasto telo«, pri čemer »agatasto« deluje kot element poetičnosti. Njeno ime izvemo iz naslova besedila.
»Ko skoraj v ritmu kroži njeno telo sem ter tja, se pričnejo mehko upogibati spodaj tudi noge nad stopali, kot da spremljajo agatasto telo tam zgoraj.« (15)

#### Podobnosti
Tavčar si je svojo Visoško kroniko zamislil kot trilogijo, vendar je uresničil le prvi del. Triptih v Triptihu Agate Schwarzkobler se kaže v razdeljenosti besedila na tri dele dneva: dopoldne, popoldne in noč. Konec je ponovni začetek jutra, kjer se glavna oseba počeše in stopi nazaj v svet, ki ji je povzročil duševni zlom.
V ključnih trenutkih obeh besedil je dogajanje opisano skozi zrenje, gledanje. V Visoški kroniki je Agata na čarovniškem procesu, med katerim zre v planine, ljudstvo in pod. Ko se začne spuščati v vodo (preizkus čarovništva) avtor začne opisovati ptice, ki plešejo okrog Agate (Tavčar, 148-168). V Triptihu pa Agata med posilstvom opazuje dišečo sehlico. Oboje nam prikazuje razkol med naravo in svetom, obe Agati v stiski ostaneta sami in nasilje se kaže kot stvar moških. 
Obe Agati sta žrtvi. Tavčarjevo nesrečno zaljubljeni Maks Wulffing obtoži čarovništva, tu gre za žrtev vraževerja 18. stoletja. Šeligova je pa žrtev tehnologije sodobnega sveta in življenja v njem. Obe živita v vrednotenjskem svetu, ki ga ne smeta in ne moreta zapustiti.
V Triptihu bralec spozna tudi ljubezensko življenje glavnega lika, in sicer sta to Jurij, s katerim gre na zmenek in Kalan njen šef. 
»Ko pristavi džezvo, v kateri je za tri skodelice odmerjene vode in za tri žličke sladkorja, reče o gorečnežu in Kalanu, nato pa z dlanjo v drugo nastavljeno dlan počisti drobtinice iz mize.« (19)
»Reče o Kalanu.« (20)
Obe imeni pa je moč zaslediti tudi v drugem romanu, kjer je Jurij Agatina ljubezen in se na koncu tudi poročita. Polikarp Kalan pa je Jurijev oče, ki je skrivnosten in temačen lik.

### Reizem in karnizem
Pri reizmu (od res, rei, to je reč) človek predstavlja nek mehanizem, avtomat. Je nek skupek delov in celot, vendar celote v smislu organizma ni. Človek je izenačen s predmetnostjo (popredmetenost ali reifikacija) in nima več osrednjega položaja, je samo predmet med predmeti, saj ne more prevladati nad svetom. Pripovedovalčeva pozornost je usmerjena samo na en predmet, ne pa na človeka, ki ga uporablja. Zanima ga samo predmetnost in spremembe, ki jih povzročajo v njej človekova dejanja. Na primer, Agata ne gleda, ampak so opisane njene oči, ki zrejo, ne hodi, ampak so opisane njene noge, ki se premikajo.
»Zrenje oči je tudi zdaj takšno, kot da gre daleč in se vse vmes razgrinja, in hkrati takšno, kot da se takoj pred očmi ustavlja.« (16)
Za karnizem je značilno, da opisuje spolno slo, vendar samo mehansko, niti ne biološko (poželenje ni prisotno). V besedilu se reizem kombinira s karnizmom.
»Potem se spet nekaj premika in mrmra, dokler se kot nekakšen Hun ne vrže nanjo, s komolcem odrine suknjič na obe strani in jo prime za ušesa kot za ročaja kakšne posode in privzdigne njeno težko glavo, v kateri so oči odprte in zrejo, kot da zrejo nekam daleč.« (55)

### Cikličnost zgodbe
Pisatelj je dogajanje zasnoval ciklično, kar se pokaže v detajlu, ki je opisan v prvem delu. Njena bela muslinasta obleka je na enem kraju zašita.
»Na levem stegnu ima muslin črto v pravem kot, ki je velika skoraj za dlan, in je videti tako, kot da se je blago na tem mestu strgalo in je zdaj skrbno, natanko po črti zašito.« (16)
V tretjem delu si obleko raztrga. Po stanju »blaznosti« se zbudi iz omedlevice in si zašije strgan del bele muslinaste obleke. 
»Potem pogleda proti levemu stegnu, kjer veter plapola z izparanim kosom obleke. K sebi spet pomakne torbico in prinese ven klobčič sukanca, ki je bel in v katerega je zabodena igla.« (79)
Ta podatek nam pove, da se tretji del konča in zopet začne s prvim delom, torej iz tretjega prehaja spet v prvega. Dan je enak dnevu. Pisatelj v intervjuju pove, da je s tem hotel poudariti cikličnost zgodbe, a je pozabil junakinjo preobuti iz črnih Diemme čevljev v tiste, ki jih je imela na začetku besedila (»malo prašne, rjave in nizke, skoraj brezpetne, luknjičave in lahke čevlje« (7)).

### »Glavna metafora«
Čez roman se kot rdeča nit vleče t. i. »glavna metafora«, ki jo upodablja Agatina pričeska. Ima več različic, v pripovedi se kar naprej spreminja. Na samem začetku njenega dne je njena frizura trdna in sklenjena pod filmom laka za lase. 
»Potem si pogladi gladko obleko in stopi pred zrcalo in si marsikaj na sebi ogleda, posebno pa košati visoki grm tam zgoraj, ki je zelo sklenjen iz enega kosa, nič iz njega ne štrli proč ali navzgor in ga tako tudi pogladiti ni treba.« (12)
Skozi celoten dan se v vročini začne rahlo rahljati, po nasilnem spolnem aktu z neznancem se zrahlja in po zaužitju dveh »bledih rožnatih šesterokotnih tablet« se ji pričeska podre, torej lasje niso več podobni šlemu ali grmu.
Njen »črn košat šlem las« nam pripoveduje o njeni duševni trdnosti, ko se ona skrha se tudi njena frizura »skuštra ali celo pomečka«. Po čudni noči v nedograjeni stavbi se Agata zbudi in začne urejati za nov dan.

## Recepcija
Šeligov Triptih je bil konec 60. let 20. stoletja inovacija. Poročevalski način pisanja banalne zgodbe je doživel veliko različnih interpretacij in celo filmsko upodobitev. Danes pa lahko rečemo, da je že klasika med sodobnimi literarnimi deli, saj je dosegla svojo kanonizacijo tudi z vstopom v srednješolski učni načrt in bila pred leti uvrščena v maturitetno temo.
Sočasni kritški odziv na Šeligov roman so pisali: Marjan Dolgan, Andrej Inkret in tudi Dimitrij Rupel. Več kot deset let kasneje pa sta spremni besedi k romanu napisala Taras Kermauner in Denis Poniž.

## Adaptacije v filmu
Leta 1997 je režiser Matjaž Klopčič posnel filmsko verzijo Triptiha Agate Schwarzkobler. Ob Klopčičevem pisanju scenarija je sodeloval tudi Šeligo.
Vendar odziv literarnih kritikov ni bil navdušenja poln, priča Marjan Dolgan v časopisnem članku Šeligov Triptih v Klopčičevi ekranizaciji. Klopčič naj bi zgrešil naravo Šeligovega teksta in prezrl vizualnost, ki mu jo je besedilo ponujalo.

## Izdaje
- Rudi Šeligo: Triptih Agate Schwarzkobler. Maribor: Obzorja, 1968. (COBISS)
- Rudi Šeligo: Triptih Agate Schwarzkobler. Ljubljana: Mladinska knjiga, 1982. (COBISS)
- Rudi Šeligo: Triptih Agate Schwarzkobler. Ljubljana: Mladinska knjiga, 1994. (COBISS)